# Daniela Dessì
Pour les articles homonymes, voir Dessì.
Daniela Dessì, née le 14 mai 1957 à Gênes et morte le 20 août 2016 à Brescia, est une cantatrice soprano italienne.

## Biographie
Daniela Dessì fait ses études musicales de piano et de chant au conservatoire de Parme et à l'Académie Chigiana de Sienne.
Elle est l'épouse du ténor Fabio Armiliato (en).
Elle a chanté les grands rôles du répertoire dans les plus grands théâtres internationaux.
Elle meurt le 20 août 2016 d'un cancer fulgurant du côlon à Brescia, à l'âge de 59 ans.

## Répertoire
- Norma (Norma de Bellini)
- Margherita (Mefistofele de Boito)
- Adriana (Adriana Lecouvreur de Cilea)
- Curiazio (Gli Oriazi e i Curiazi de Cimarosa)
- Bellina (Le astuzie femminili de Cimarosa)
- Lucrezia Borgia (Lucrezia Borgia de Donizetti)
- Maria Stuarda (Maria Stuarda de Donizetti)
- Alina (Alina, regina di Golconda de Donizetti)
- Corilla (Le convenienze ed inconvenienze teatrali di Donizetti)
- Maddalena (Andrea Chénier de Giordano)
- Fedora (Fedora de Giordano)
- Ginevra (La cena delle beffe de Giordano)
- Sesto (Giulio Cesare in Egitto di Haendel)
- Nedda (Pagliacci de Leoncavallo)
- Iris (Iris de Mascagni)
- Surel (L'amico Fritz de Mascagni)
- Vitellia (La clemenza di Tito de Mozart)
- Donna Elvira, Donna Anna (Don Giovanni de Mozart)
- La Comtesse (Le nozze di Figaro de Mozart)
- Antonia (Les Contes d'Hoffmann d'Offenbach)
- Flaminio (Flaminio de Pergolesi)
- Sabina (Adriano in Siria de Pergolesi)
- Serpina (La serva padrona de Pergolesi)
- Gioconda (La Gioconda di Ponchielli)
- Mimi (La Bohème de Puccini)
- Minnie (La fanciulla del West de Puccini)
- Cio-Cio San (Madame Butterfly de Puccini)
- Manon Lescaut (Manon Lescaut de Puccini)
- Tosca (Tosca de Puccini)
- Liù et Turandot (Turandot de Puccini)
- Suor Angelica (Suor Angelica de Puccini)
- Giorgetta (Il tabarro de Puccini)
- Lauretta (Gianni Schicchi de Puccini)
- Mathilde (Guillaume Tell de Rossini)
- Matilde (Elisabetta, regina d'Inghilterra de Rossini)
- Amaltea (Mosè in Egitto de Rossini)
- Berta (Il barbiere di Siviglia de Rossini)
- Aida (Aida de Verdi)
- Elisabetta (Don Carlo de Verdi)
- Elvira (Ernani de Verdi)
- Alice Ford (Falstaff de Verdi)
- Luisa (Luisa Miller de Verdi)
- Desdemona (Otello de Verdi)
- Amelia (Simon Boccanegra de Verdi)
- Violetta (La traviata de Verdi)
- Leonora (Il trovatore de Verdi)
- Elena (I vespri siciliani de Verdi)
- Dolly (Sly de Ermanno Wolf-Ferrari)
- Francesca (Francesca da Rimini de Zandonai)

## Discographie

### CD
- Francesco Cilea : Adriana Lecouvreur, avec Borodina, Larin, Guelfi - Rizzi-Brignoli (dir.) - TDK
- Domenico Cimarosa : Gli Orazi e i Curiazi, avec Angeloni, Bolognesi, Alaimo - De Bernart (dir.) - Bongiovanni
- Umberto Giordano : Andrea Chénier, avec Armiliato, Guelfi, Rinaldi - Orchestra Sinfonica Verdi Milano, Vjekoslav Sutej (dir.) - Universal
- Giovanni Battista Pergolesi : Adriano in Siria, avec Omilian, Anselmi, Di Cesare, Banditelli, Mazzaria - Orchestra da camera dell'Opera di Roma, Marcello Panni (dir.) - Bongiovanni
- Giovanni Battista Pergolesi : Il Flaminio, avec Sica, Pagliuca, Zilio, Pediconi, Baiano, Farrugia -Orchestra del Teatro di San Carlo di Napoli, Marcello Panni (dir.) - Fonit Cetra
- Giacomo Puccini : Madame Butterfly, avec Armiliato, Pons - Plácido Domingo (dir.) - Dynamic
- Giacomo Puccini : Tosca, avec Armiliato, Raimondi - Opus Arte (BBC)
- Giacomo Puccini : Manon Lescaut, avec Armiliato, Vanaud, Mercurio - Real Sound
- Gioachino Rossini : Il barbiere di Siviglia, avec Raffanti, Depuy, Portella - Zedda (dir.)  - Frequenz
- Gioachino Rossini : Ciro in Babilonia, avec Palacio, Calvi, Antonucci - Rizzi (dir.) - Bongiovanni
- Gioachino Rossini : Petite messe solennelle - Decca
- Enrico Toselli : Le romanze ritrovate, avec Fabio Armiliato, Leonardo Previero (piano) -Real Sound
- Giuseppe Verdi : Aida, avec Armiliato, Fiorillo - Opus Arte (BBC)
- Daniela Dessì sings Verdi - Orchestra della Fondazione Toscanini, Steven Mercurio (dir.) - Decca
- Love Duets - Marco Boemi (dir.) - Philips

### DVD
- Bellini : Norma - Hardy Classic
- Cilea : Adriana Lecouvreur - TDK
- Mozart : Cosi fan Tutte - Opus Arte
- Puccini : Madame Butterfly  - Dynamic
- Puccini : Tosca de - Opus Arte
- Rossini : Elisabetta, regina d'Inghilterra - Hardy Classic
- Verdi : Aïda - Opus Arte
- Verdi : Don Carlo - EMI